# オリバー・フェルプス
オリバー・マーティン・ジョン・フェルプス（Oliver Martyn John Phelps、1986年2月25日 - ）は、イギリスの俳優。身長191cm。

## 略歴
イングランド・バーミンガム出身。一卵性双生児の弟、ジェームズ・フェルプスは同じく俳優。オリバーはジェームズより13分早く生まれた。2000年に二人で『ハリー・ポッターと賢者の石』のオーディションを受け、兄弟でフレッド、ジョージ役となった。首の右側にほくろがあり、兄弟が見分けられる（ジェームズにはほくろがない）。
シリーズ第6作『ハリー・ポッターと謎のプリンス』では、自身の出演の合間にアシスタントディレクターとして制作を手伝う。

## 主な出演作品

### 映画
- ハリー・ポッターと賢者の石 Harry Potter and the Philosopher's Stone (2001) - ジョージ・ウィーズリー役
- ハリー・ポッターと秘密の部屋 Harry Potter and the Chamber of Secrets (2002)
- ハリー・ポッターとアズカバンの囚人 Harry Potter and the Prisoner of Azkaban (2004)
- ハリー・ポッターと炎のゴブレット Harry Potter and the Goblet of the Fire (2005)
- ハリー・ポッターと不死鳥の騎士団 Harry Potter and the Order of the Phoenix (2007)
- ハリー・ポッターと謎のプリンス Harry Potter and the Half-Blood Prince (2009)
- ハリー・ポッターと死の秘宝 PART1 Harry Potter and the Deathly Hallows: Part1 (2010)
- ハリー・ポッターと死の秘宝 PART2 Harry Potter and the Deathly Hallows: Part2 (2011)
- ラストナイト・イン・ソーホー Last Night in Soho (2021) - ベン役